# Cosàquia

Bandera no oficial de Cosàquia.

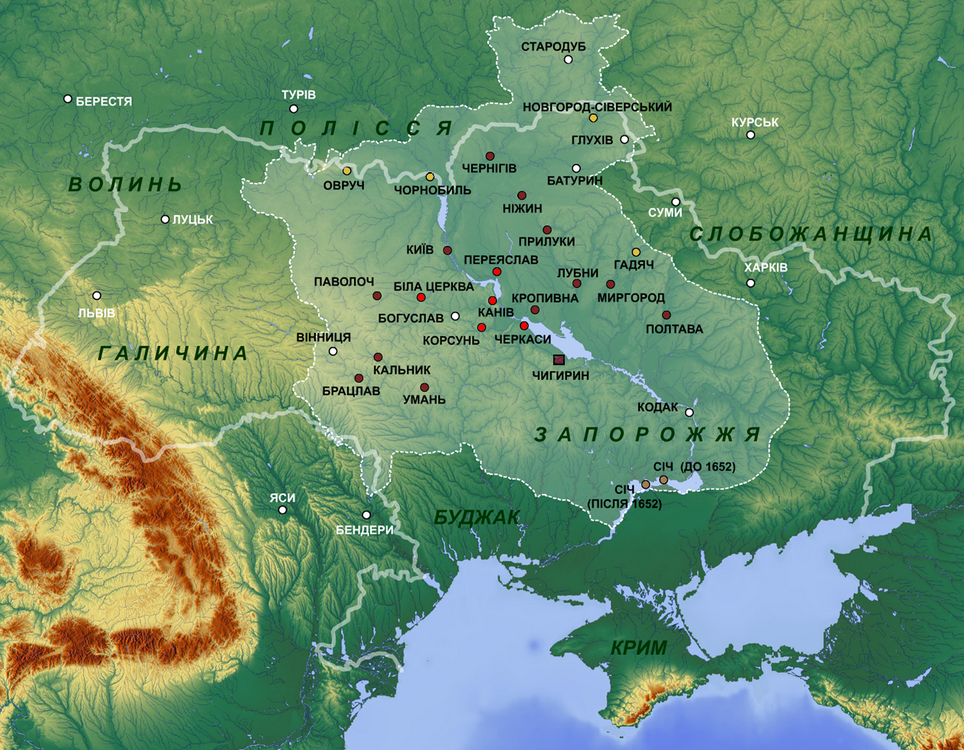
L'hetmanat cosac, entre els segles XVII i.

Cosàquia (en rus: Казакия) és un terme que s'empra de vegades per referir-se al territori on viuen els cosacs. Segons el context, "Cosàquia" es pot referir pròpiament a les diverses àrees on viuen les comunitats cosaques, repartides per tot el territori de Rússia, o bé al territori que es reclama per a la creació d'un estat nacional cosac, independent de Rússia.
El terme "Cosàquia" es va popularitzar entre els cosacs exiliats a Europa després de la Revolució Russa de 1917 i de la Guerra Civil Russa subsegüent. Amb aquest mot es designava la desitjada unió de set territoris cosacs: els Cosacs del Don, els Cosacs del Kuban, els Cosacs del Terek, els Cosacs d'Astrakhan, els Cosacs de l'Ural, els Cosacs d'Orenburg i el Districte i després República de Calmúquia. Les crides per una Cosàquia independent sorgien entre la vibrant comunitat d'emigrats cosacs a Praga (Txecoslovàquia), a finals dels anys 1920. Fins i tot es va redactar un projecte de Constitució per a la creació d'un estat de Cosàquia i la seva secessió de la Unió Soviètica. Durant la Segona Guerra Mundial, els cosacs van donar suport a l'Alemanya Nazi per tal d'aconseguir la proclamació d'un estat cosac independent en el territori rus ocupat. Després de la guerra, la idea d'una Cosàquia independent va seguir tenint un cert suport entre els exiliats cosacs a Europa i els Estats Units. El 1959, en plena Guerra Freda, la política oficial dels Estats Units d'Amèrica considerava Cosàquia una "Nació Captiva" sota l'opressió del règim soviètic.